# Случайная
«Случайная» — песня украинской певицы Светланы Лободы, выпущенная 10 марта 2017 года на лейбле Sony Music Entertainment. Песня стала лид-синглом с третьего студийного альбома H2LO (2017). 

## Музыкальное видео
Музыкальное видео на песню было выпущен 14 июня 2017 года. Режиссёром выступила продюсер певицы Нателла Крапивина. В клипе в роли охранника снялся Алим Хоконов, а в роли диктора появился украинский телеведущий Владимир Остапчук.
Видеоклип начинается с того, что на свободу выходит охранник Лободы, который несколько лет назад, защищая артистку от назойливого папарацци, убил журналиста телеканала «3+3». Певица в этот момент находилась в машине и стала свидетельницей произошедшего. Далее события показаны в обратном порядке и зритель видит, как развивались отношения певицы и её охранника. В конце показан роковый момент убийства.
По задумке Нателлы Крапивиной, клип должен показать, что в мире нет случайных людей, как и не бывает случайных событий, но в то же время одна неожиданная встреча может стать фатальной. Также в клипе был обыгран конфликт Лободы с украинским телеканалом «1+1», когда один из журналистов пытался проникнуть на территорию дома певицы под Киевом, но был остановлен охранниками певицы.
Съёмки клипа состоялись 16 апреля, которые проходили в сжатые сроки. Во время съёмок сцены, в которой певица по сюжету возвращается домой после очередного концерта, водитель не справился с управлением и въехал в железные ворота, повредив бампер, фару и заднее крыло Rolls-Royce ручной сборки. Владельцы автомобиля не стали предъявлять Лободе каких-либо требований по возмещению финансовых затрат.
Сразу после релиза клип попал в тренды YouTube Украины, России, Казахстана, Беларуси, Турции, Польши, Грузии, Молдовы, Латвии, Литвы, Финляндии, Италии и Германии. По стоянию на сентябрь 2021 года, на YouTube видеоклип имеет свыше 108 миллионов просмотров и является вторым самым просматриваемым в арсенале артистки после клипа «Твои глаза».

## Отзывы критиков
Алексей Мажаев из InterMedia заявил, что Лобода в песне открывает в себе новые грани, смешивая лиричность и ритмичность. Также он отметил, что песня является «народно-„подпевательной“» и, по его мнению, заслуженно входит в число тех, что вывели Лободу на лидирующие позиции среди русскоязычных поп-певиц.
Андрей Никитин из «Афиша Daily», составляя список самых «приставучих» песен года, включил в него «Случайную», назвав её «драматичным вычурным поп-хитом».

## Рейтинги и награды
По данным сервиса «Яндекс.Музыка», песня вошла в первую десятку самых прослушиваемых песен в России летом 2017 года. В годовом рейтинге сервиса «Случайная» заняла шестое место среди всех песен, а в русскоязычном сегменте стала третьей. Трек также вошёл в пятёрку самых популярных в белорусском и казахстанском отделениях «Яндекс. Музыки». В годовом рейтинге сайта «Вконтакте» песня вошла в топ-30 самых прослушиваемых, а в «Одноклассниках» вошла в первую пятёрку. По информации российского Apple Music, «Случайная» заняла шестое место по числу продаж и стримов.
В 2017 году видеоклип на песню стал пятнадцатым самым популярным на YouTube среди пользователей в Белоруссии, восьмым в России и пятым на Украине.
«Случайная» была признана лучшей песней на премиях «Высшая лига» и ЖАРА Music Awards. На премии ZD Awards песня заняла третье место в категории «Top 10 Hits 2017 — Песни года».

## Чарты
| Чарт (2017—2018)                           | Высшая позиция |
| ------------------------------------------ | -------------- |
| Киев (Tophit City & Country Radio Hits)    | 7              |
| Москва (Tophit City & Country Radio Hits)  | 29             |
| Россия (TopHit City & Country Radio Hits)  | 15             |
| Россия (TopHit Radio & YouTube Hits)       | 6              |
| Россия (TopHit YouTube Hits)               | 4              |
| СНГ (TopHit Radio Hits)                    | 11             |
| Украина (FDR Top 40)                       | 6              |
| Украина (FDR UA Top 20)                    | 2              |
| Украина (TopHit City & Country Radio Hits) | 13             |
| Украина (TopHit Radio & YouTube Hits)      | 48             |

| Чарт (2017—2018)                           | Высшая позиция |
| ------------------------------------------ | -------------- |
| Киев (Tophit City & Country Radio Hits)    | 9              |
| Москва (Tophit City & Country Radio Hits)  | 33             |
| Россия (TopHit City & Country Radio Hits)  | 18             |
| Россия (TopHit Radio & YouTube Hits)       | 8              |
| Россия (TopHit YouTube Hits)               | 9              |
| СНГ (TopHit Radio Hits)                    | 12             |
| Украина (TopHit City & Country Radio Hits) | 13             |
| Украина (TopHit Radio & YouTube Hits)      | 68             |
| Украина (TopHit YouTube Hits)              | 34             |

| Чарт (2017)                                | Позиция |
| ------------------------------------------ | ------- |
| Киев (Tophit City & Country Radio Hits)    | 59      |
| Москва (Tophit City & Country Radio Hits)  | 72      |
| Россия (TopHit City & Country Radio Hits)  | 30      |
| Россия (TopHit Radio & YouTube Hits)       | 13      |
| Россия (TopHit YouTube Hits)               | 24      |
| СНГ (TopHit Radio Hits)                    | 25      |
| Украина (FDR Top 40)                       | 22      |
| Украина (TopHit City & Country Radio Hits) | 54      |
| Чарт (2018)                                | Позиция |
| Москва (Tophit City & Country Radio Hits)  | 99      |
| Россия (TopHit City & Country Radio Hits)  | 88      |
| Россия (TopHit Radio & YouTube Hits)       | 68      |
| Россия (TopHit YouTube Hits)               | 74      |
| СНГ (TopHit Radio Hits)                    | 91      |
| Украина (TopHit Radio & YouTube Hits)      | 79      |
| Украина (TopHit YouTube Hits)              | 62      |
| Чарт (2019)                                | Позиция |
| Москва (Tophit City & Country Radio Hits)  | 192     |
| Россия (TopHit City & Country Radio Hits)  | 127     |
| Россия (TopHit Radio & YouTube Hits)       | 144     |
| СНГ (TopHit Radio Hits)                    | 131     |
| Чарт (2020)                                | Позиция |
| Россия (TopHit City & Country Radio Hits)  | 167     |
| Россия (TopHit Radio & YouTube Hits)       | 196     |
| СНГ (TopHit Radio Hits)                    | 182     |
| Чарт (2021)                                | Позиция |
| Россия (TopHit City & Country Radio Hits)  | 174     |
| Россия (TopHit Radio & YouTube Hits)       | 200     |

## История релиза
| Регион | Дата          | Формат                      | Лейбл                    | Прим.  |
| ------ | ------------- | --------------------------- | ------------------------ | ------ |
| Мир    | 10 марта 2017 | Цифровая загрузка, стриминг | Sony Music Entertainment | [ 66 ] |
| СНГ    | 14 марта 2017 | Радиоротация                | Sony Music Entertainment | [ 29 ] |